# Loch Venachar
Loch Venachar är en sjö i Storbritannien.   Den ligger i kommunen Stirling och riksdelen Skottland, i den nordvästra delen av landet, 600 km nordväst om huvudstaden London. Loch Venachar ligger 92 meter över havet.Trakten runt Loch Venachar består i huvudsak av gräsmarker.